# Kinetoplast

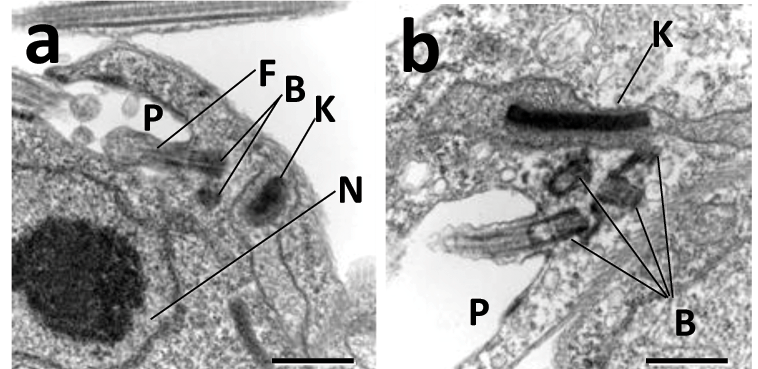
TEM-Aufnahme des Kinetoplasten (K) von Trypanosoma brucei

Der Kinetoplast ist eine Struktur der Kinetoplastea, einer Klasse einzelliger Lebewesen. Es handelt sich um einen Bereich des Mitochondriums, der reich an Desoxyribonukleinsäure (kDNA) ist. Der Kinetoplast liegt nahe dem Basalkörperchen der Geißel und ist mit ihm über das Zellskelett verbunden.